# Centinelas del Agua
Centinelas del Agua es una asociación civil sin fines de lucro y dinámica que estudia, genera, articula y promueve herramientas, así como modelos que contribuyen al manejo integral del acuífero en México. La organización lleva a cabo sus actividades a través de alianzas entre gobierno, empresas, academias, comunidades y otras organizaciones civiles que contribuyen a la educación ambiental y el desarrollo sustentable. Centinelas del Agua A.C. está comprometida con la protección de los mantos acuíferos de la península de Yucatán, y promueve una cultura sustentable del agua. Dentro de los ejes estratégicos que la organización destaca se encuentran el identificar, proteger y conservar mantos acuíferos con elevado valor ecológico y de biodiversidad, así como el desarrollo de modelos para implementar alternativas a favor de la conservación del acuífero, promoviendo el manejo de recursos compatibles para el desarrollo.

## Historia
Centinelas del Agua A.C. fue fundada en 2011, como una iniciativa de las empresas privadas y operadoras de turismo Alltournative y Río Secreto, como respuesta a la necesidad de preservar el sistema hidrogeológico de la Península de Yucatán. A partir de 2016, también ha organizado en conjunto con el Planetario Sayab los Festivales de Cultura del Agua y el Festival del Medio Ambiente en Playa del Carmen.

## Proyectos Destacados
Centinelas del Agua A.C. constribuye con la preservación de recursos hídricos de agua dulce en la península de Yucatán. Uno de sus proyectos principales consiste en Preservar cavernas y río subterráneos de distintos tipos de sistemas, así como también el terreno encima de ellos. Por ser lugares poco conocidos, hasta hace no mucho las cuevas no figuraban en los planes de conservación, aunque han existido intentos aislados para protegerlas en México.
Se han elaborado códigos de ética para visitar las cuevas y existen ya algunos libros y publicaciones sobre su manejo, explotación turística y actividades ecológicas. Además, también colabora con la limpieza de cenotes, los cuales proliferan en dicha área geográfica de México.
Otro de sus proyecto más importantes tiene que ver con la creación de la Reserva de la Biósfera Del Caribe. Aunque todavía quedan muchas etapas para lograrlo y se ha advertido que puede tener algunos riesgos según especialistas.